# Essam El-Gindy
Essam El-Gindy, també conegut com a Essam El-Gendy i Esam Mohamed Ahmed Nagib (el Caire, 14 de juliol de 1966) és un jugador i entrenador d'escacs egipci que té el títol de Gran Mestre des del 2008.
A la llista d'Elo de la FIDE del gener de 2016, hi tenia un Elo de 2.431 punts, cosa que en feia el jugador número 7 (en actiu) d'Egipte (i 11è de tot el continent africà). El seu màxim Elo va ser de 2.526 punts, a la llista d'octubre de 2008 (posició 584 al rànquing mundial).

## Resultats destacats en competició
El 2003, El-Gindy va guanyar el retardat Campionat d'escacs d'Egipte de 2002, va compartir el primer lloc (tercer en el desempat) amb 8 punts de 10 a l'Obert Golden Cleopatra i aconseguí les seves primeres normes de GM al Campionats de l'Àfrica amb 7½ punts de 9 i al Campionat d'escacs àrab amb 7 punts de 9 el 2003. Finalment va assolir la seva tercera i darrera norma el 2008 amb 9 punts de 12 a l'Obert Alushta Summer.
Va fer el seu debut en competicions del món al Campionat del món de 1999 de la FIDE, on fou eliminat a la primera ronda per Ulf Andersson.
El-Gindy guanyà el Campionat d'Àfrica de 2003 i obtingué una plaça pel Campionat del món de 2004 de la FIDE, on perdé a la primera ronda contra Aleksei Aleksàndrov per 1½-½. Es va classificar per la Copa del Món quatre cops per mitjà dels campionats d'Àfrica. La tercera posició en el desempat el 2007 li va assegurar un lloc a la Copa del Món de 2007 on va estar a punt de guanyar a la primera ronda contra l'excampió del Món de la FIDE i quart eventual-finalista Ruslan Ponomariov, però va perdre el matx després del desempat de ràpides per 2½-1½. La seva quarta posició el 2009 li va valdre la classificació per la Copa del Món de 2009, eliminat a la primera ronda per Ponomariov. El segon lloc el 2011 li va valdre classificar-se per a la Copa del Món de 2011, eliminat a la primera ronda a Zoltán Almási per 2-0.
El tercer lloc en el desempat el 2013 li va valdre classificar per a la Copa del Món de 2013, on va ser eliminat a la primera ronda per 2-0 per Leinier Domínguez Pérez.
El 2009, El-Gindy va guanyar el Campionat d'Escacs Àrab fent 7 punts de 9.
El-Gindy va guanyar el 2014 Campionat d'escacs AIDEF en el desempat amb una puntuació de 7½ punts 9.

## Resultats d'equip
El-Gindy ha competit en diversos torneigs d'equip tant pel que fa a clubs, com a nivell internacional. Ha guanyat representant Egipte tres medalles d'or amb l'equip i una medalla d'or individual i una de bronze a nivell internacional. Pels seus clubs, El-Gindy ha guanyat quatre medalles d'or amb l'equip i una medalla de plata de l'equip així com or, dues plates i dues medalles de bronze pels resultats individuals.

### Resultats internacionals
| Torneig                           | Tauler | Resultat individual | Resultat d'equip |
| --------------------------------- | ------ | ------------------- | ---------------- |
| Olimpíada Yerevan de 1996         | Primer | 1.5/7               | 66è              |
| Olimpíada Elista de 1998          | Primer | 5/10 (60è)          | 38è              |
| Jocs d'Àfrica 2003                | Segon  | 4/6                 | Or               |
| Jocs Àrabs 2007                   | Primer | 5.5/8               | Or               |
| Jocs d'Àfrica 2007                | Primer | 8.5/9 (Or)          | Or               |
| Campionat del Món per Equip 2011  | Tercer | 0.5/4               | 10è              |
| Jocs d'Àfrica 2011                | Tercer | 5.5/7 (Bronze)      | Or               |
| Campionat del Món de Ciutats 2012 | Primer | 0/2                 | Fase de grup     |
| Olimpíada Tromso 2014             | Cinquè | 2/6                 | 23è              |

### Resultats de club
| Torneig                               | Equip            | Tauler  | Resultat individual | Resultat d'equip |
| ------------------------------------- | ---------------- | ------- | ------------------- | ---------------- |
| Campionat Àrab de Clubs, Damasc 2003  | Al-Sharkia (EGY) | Segon   | 4.5/7               | Or               |
| Campionat Àrab de Clubs, Agadir 2005  | Al-Sharkia (EGY) | Segon   | 6.5/8 (Bronze)      | Or               |
| Campionat Àrab de Clubs, Ammân 2006   | Al-Sharkia (EGY) | Segon   | 6/8 (Or)            | Or               |
| Campionat Àrab de Clubs, Khartum 2007 | Al-Sharkia (EGY) | Primer  | 6/8 (Bronze)        | Or               |
| Copad'Àsia de Clubs, Al-Ain 2008      | Al-Ain B (UAE)   | Reserva | 5/7 (Plata)         | Vuitè            |
| Club àrab Champ, Tunis 2009           | El-Dakhlia (EGY) | Tercer  | 6/8 (Plata)         | Plata            |

## Nota
1. ↑  Association Internationale Des Échecs Francophones, a FIDE affiliated association of French-speaking countries